# Cá ngựa Réunion
Cá ngựa Réunion (Hippocampus borboniensis) là một loài cá ngựa thuộc họ Syngnathidae. Nó được tìm thấy ở Madagascar, Mauritius, Mozambique, Réunion, Nam Phi, và Tanzania. Môi trường sống tự nhiên của chúng là đáy nước bán thủy triều. Nó bị đe dọa do mất môi trường sống.

## Hình ảnh

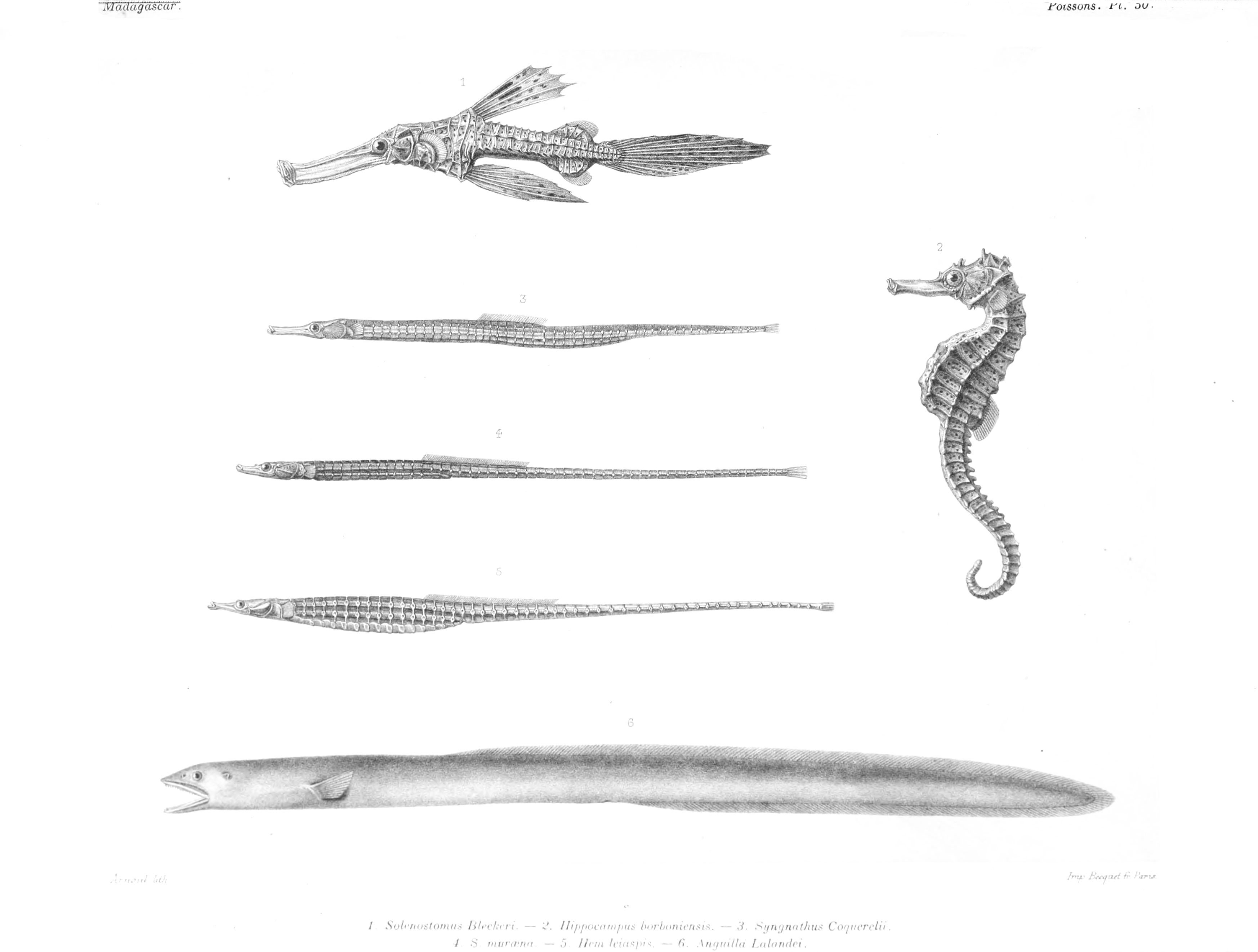